# Gupt: The Hidden Truth
Gupt: The Hidden Truth to bollywoodzki thriller z 1997 roku w reżyserii Rajiva Rai. W filmie wystąpili: Bobby Deol, Manisha Koirala, Kajol, Paresh Rawal, Om Puri i Raj Babbar. Gupt: The Hidden Truth był jednym z największych sukcesów 1997 roku. 
Film opowiada historię Sahila kochanego przez dwie kobiety. Od dziecka więzionego w nienawiści do swego ojczyma. To też historia zbrodni i szukania odpowiedzi, kto jest jej sprawcą.
Film był szczególnie ceniony za scenariusz i ścieżkę dźwiękową. Dla reżysera Rajiva Rai był to trzeci wielki sukces kinowy, po Tridev i Mohra.

## Fabuła
Sahil Sinha (Bobby Deol) od dziecka pielęgnuje w sobie nienawiść do ojczyma. Odrzuca wszelkie  próby porozumienia się nie widząc jego troski i pragnienia pojednania się. Konflikt między nimi pogłębia się, gdy Sahil spotyka w college'u przyjaciółkę z dzieciństwa. Isha (Kajol) jest córką sekretarza ojczyma, a ten na urodzinach Sahila ogłasza jego zaręczyny z równą mu statusem Sheetal Chaudhadry (Manisha Koirala). Wzburzony Sahil traci nad sobą panowanie i przy wszystkich grozi ojczymowi nożem. Następnego dnia, gdy pijany przychodzi do ojca z kolejną awanturą, zastaje go zabitego. Nawet jego własna matka nie może uwierzyć w niewinność Sahila.

## Obsada
| Aktor           | Postać                    |
| --------------- | ------------------------- |
| Bobby Deol      | Sahil Sinha               |
| Manisha Koirala | Sheetal Choudhry          |
| Kajol           | Isha Diwan                |
| Paresh Rawal    | Ishwar Diwan              |
| Om Puri         | Udham Singh               |
| Raj Babbar      | Gubernator Jaisingh Sinha |
| Prem Chopra     | Mantri                    |

## Nagrody i inne osiągnięcia

### Sukces kasowy
Rok 1997 był jednym z najlepszych dla Bollywoodu. Stało się tak za sprawą takich hitów jak Border, Dil To Pagal Hai, Pardes, Yes Boss, Virasat, Ziddi, Ishq i Gupt: The Hidden Truth. Temu ostatniemu udało się zdobyć 3 nagrody Filmfare Awards na 8 nominacji. Uplasował się na czwartym miejscu wśród najbardziej kasowych filmów roku 1997, po Border, Dil To Pagal Hai i Pardes. Kajol jako pierwsza kobieta zdobyła Nagrodę Filmfare za Najlepszą Rolę Negatywną.

### Filmfare Awards 1997
Zdobyte nagrody
- Nagroda Filmfare za Najlepszą Rolę Negatywną – Kajol
- najlepsza muzyka w tle – Viju Shah
- najlepszy montaż – Rajiv Rai

Nominacje
- najlepszy reżyser – Rajiv Rai
- najlepszy film – Gulshan Rai
- najlepszy kompozytor – Viju Shah
- najlepszy żeński playback – Alka Yagnik
- najlepszy aktor drugoplanowy – Om Puri